# Microdytes holzmanni
Microdytes holzmanni är en skalbaggsart som beskrevs av Wewalka och Wang 1998. Microdytes holzmanni ingår i släktet Microdytes och familjen dykare. Inga underarter finns listade i Catalogue of Life.